# Ligue mahoraise de football
La Ligue mahoraise de football est une association mahoraise, fondée en 1979, chargée de l'organisation de la pratique du football à Mayotte, notamment des compétitions régionales et des matchs internationaux des équipes de Mayotte.
Elle est affiliée à la fédération française de football (FFF). Le siège de la LMF est situé à la  Maison des Associations et de la Jeunesse, rue du stade Kavani BP 259, 97600 Mamoudzou.

## Histoire
Le football a été introduit sur l’île (alors encore partie des Comores) à la fin des années 1930 par des employés venus de Madagascar. À Labattoir, des matchs occasionnels étaient organisés entre une équipe de jeunes locaux et une autre composée de joueurs originaires de Madagascar. Après l’arrivée de l’armée britannique (en particulier la Royal Air Force) en 1943, des matchs opposaient les locaux (incluant des joueurs venus de Madagascar) aux équipes de l’armée britannique. Lorsque les Britanniques sont partis en 1946, des clubs ont été créés à Pamandzi (Stella Sport), Combani et M’tsapéré, qui s’affrontaient régulièrement bien qu’aucune structure organisationnelle n’existât.
Entre 1950 et 1962, des sélections de Mayotte participaient à des tournois triangulaires face aux sélections de Grande Comore et d’Anjouan (Mohéli n’avait pas d’équipe à l’époque). La première édition a eu lieu en décembre 1950 à Anjouan, la deuxième en 1951 à Moroni (Grande Comore), et la troisième en 1952 à Mayotte. Mayotte a remporté trois éditions consécutives de 1951 à 1953. Après l’édition de 1962, où Mohéli a participé pour la première fois, le tournoi a été interrompu en raison de violences entre supporters et de problèmes logistiques.
Dans les années 1960, des clubs ont vu le jour à Labattoir (Enfant de Mayotte, Luna Sport), Pamandzi (Volcan), Sada (AS Sada), M’zouazia (Jumeaux), Dzaoudzi (Duc de Collège) et M’tsapéré (Kouka). Des terrains ont également été aménagés à Baobab, Combani et Pamandzi. En 1964, le Comité du football de Mayotte a été créé et a existé jusqu’en 1975, année où les Comores (Anjouan, Grande Comore et Mohéli) ont obtenu leur indépendance, tandis que Mayotte est restée française.
Entre 1970 et 1973, un tournoi entre les champions des différentes îles était organisé par le Ministère des Sports du Gouvernement des Comores. Rafale et Soleil de Labattoir ont représenté Mayotte. Ce tournoi a été interrompu en 1973, encore une fois en raison de violences entre supporters.
Entre 1976 et 1978, le football à Mayotte était organisé par le Comité des Sports, jusqu’à la création de la Ligue de Mayotte en 1978, affiliée à la Fédération française de football depuis sa création. 
En 2012, la ligue traverse une grave crise financière qui la menace à la liquidation.

## Dirigeants
| Période     | Président           |
| ----------- | ------------------- |
| Depuis 2021 | Mohamed Boinariziki |

## Organisation de compétitions
La LMF s'occupe de la gestion de l'ensemble des ligues régionales de l'île (Régionale 1, Régionale 2, Régionale 3 Poule Sud et Nord, Régionale 4 poule Sud et Nord). Chaque championnat se compose de 12 équipes.
La ligue gère également l'organisation de la coupe de Mayotte et de la coupe Régionale de France, ainsi que le trophée des champions.